# Lampre-Polti/1993
Deze pagina geeft een overzicht van de Lampre-Polti wielerploeg in 1993.

## Algemeen
Sponsor: Lampre, Polti (Fabrikant huishoudelijke apparatuur)
Algemeen manager: Giuseppe Saronni
Ploegleiders: Pietro Algeri, Czeslaw Lang, Maurizio Piovani
Fietsmerk: Colnago

## Renners
| Naam                     | Geboortedatum | Nationaliteit | Ploeg 1992             |
| ------------------------ | ------------- | ------------- | ---------------------- |
| Djamolidin Abdoezjaparov | 28-02-1964    | Oezbekistan   | Carrera Jeans-Vagabond |
| Stefano Allocchio        | 18-03-1962    | Italië        | Italbonifica-Navigare  |
| Wladimir Belli           | 25-07-1970    | Italië        |                        |
| Sandro Bono              | 08-11-1956    | Italië        |                        |
| Gianluca Bortolami       | 28-08-1968    | Italië        |                        |
| Davide Bramati           | 28-06-1968    | Italië        |                        |
| Stefano Cortinovis       | 25-05-1968    | Italië        |                        |
| Acacio da Silva Mora     | 02-01-1961    | Portugal      | Lotus-Festina          |
| Maurizio Fondriest       | 15-01-1965    | Italië        | Panasonic-Sportlife    |
| Oleksandr Hontsjenkov    | 04-04-1970    | Oekraïne      | Neoprof                |
| Mirco Gualdi             | 07-07-1968    | Italië        | Neoprof                |
| Marco Lietti             | 20-04-1965    | Italië        | Ariostea               |
| Giovanni Lombardi        | 20-06-1969    | Italië        |                        |
| Zbigniew Spruch          | 13-12-1965    | Polen         |                        |
| Ján Svorada              | 28-06-1968    | Tsjechië      |                        |
| Marek Szerszynski        | 08-10-1960    | Polen         |                        |
| Pavel Tonkov             | 09-02-1969    | Rusland       | Russ-Baikal            |
| Georg Totschnig          | 25-05-1971    | Oostenrijk    | Staigair               |
| Serhij Oetsjakov         | 11-05-1968    | Oekraïne      | Neoprof                |
| André Wernli             | 07-09-1967    | Zwitserland   | Stagiair               |
| Marco Zen                | 02-01-1963    | Italië        | Panasonic-Sportlife    |

## Belangrijke overwinningen
| Milaan-San Remo Maurizio Fondriest Waalse Pijl Maurizio Fondriest Ronde van Spanje 9e etappe: Djamolidin Abdoezjaparov 12e etappe: Djamolidin Abdoezjaparov 18e etappe: Serhij Oetsjakov 20e etappe: Djamolidin Abdoezjaparov Ronde van Italië 1e etappe, deel B: Maurizio Fondriest Jongerenklassement: Pavel Tonkov Hofbrau Cup 1e etappe: Giovanni Lombardi 4e etappe, deel B: Giovanni Lombardi Grand Prix du Midi Libre Eindklassement: Maurizio Fondriest Ronde van Frankrijk 3e etappe: Djamolidin Abdoezjaparov 18e etappe: Djamolidin Abdoezjaparov 20e etappe: Djamolidin Abdoezjaparov Puntenklassement: Djamolidin Abdoezjaparov Kampioenschap van Zürich Maurizio Fondriest Ronde van Catalonië Proloog: Maurizio Fondriest 6e etappe: Maurizio Fondriest Wereldkampioenschappen wielrennen Militairen: Georg Totschnig Ronde van Emilia Maurizio Fondriest |

Mannen:1991 · 1992 · 1993 · 1994 · 1995 · 1996 · 1997-1998 · 1999 · 2000 · 2001 · 2002 · 2003 · 2004 · 2005 · 2006 · 2007 · 2008 · 2009 · 2010 · 2011 · 2012 · 2013 · 2014 · 2015 · 2016 · 2017 · 2018 · 2019 · 2020 · 2021 · 2022 · 2023 · 2024 · 2025
Vrouwen:2022 · 2023 · 2024 · 2025